# Flixborough
Flixborough è un paese e una Parrocchia civile in North Lincolnshire, Inghilterra. La sua popolazione nel censimento del 2011 risultava pari a 1 664 abitanti.
Il paese si trova in prossimità del fiume Trent, a circa 5 km a nord ovest da Scunthorpe, nella circoscrizione elettorale di Burton upon Stather e Winterton del North Lincolnshire Council, e nel territorio della sua parrocchia è compresa parte del parco della Normanby Hall.
La sua chiesa anglicana All Saints' church è un monumento classificato. Lungo la High Street sorge il Pub The Flixborough Inn.
Il paese è noto per il disastro di Flixborough, avvenuto nel 1974.

## Storia
Il toponimo Flixborough ha subito diverse modifiche nei secoli, da "Flichesburg" nel Domesday Book to Flikesburg, Flyxburgh e Flixburrow. La prima parte del nome potrebbe derivare da una forma arcaica di "cliff" (rupe, scogliera) e quindi indicare un villaggio fortificato sulle alture prospicienti il fiume Trent. Fra il 1989 e il 1991 la Humberside Archaeology Unit ha rinvenuto i resti di un insediamento anglosassone nel territorio di Flixborough, situato a circa 8 km a sud dell'estuario Humber, in prossimità delle golene del Trent. Tale insediamento è stato datato tra il settimo e l'undicesimo secolo DC.

### L'incidente di Flixborough
Sabato 1 giugno 1974 alle 16:53 a Flixborough si è verificato il peggiore incidente industriale nella storia del Regno Unito, noto come disastro di Flixborough, che ha visto l'impianto di produzione di caprolattame Nypro Works devastato da un'esplosione causata da una fuoriuscita di cicloesano. Le vittime sono state 28, i feriti oltre 100, con un centinaio di case del paese distrutte o severamente danneggiate.